# Episodi di Wonder Showzen (prima stagione)
La prima stagione della serie animata Wonder Showzen, composta da 8 episodi, è stata trasmessa negli Stati Uniti, da MTV2, dall'11 marzo al 29 aprile 2005
In Italia è stata trasmessa dal 12 aprile 2006 su FLUX.
| nº | Titolo originale | Titolo italiano | Prima TV USA   | Prima TV Italia |
| -- | ---------------- | --------------- | -------------- | --------------- |
| 1  | Birth            |                 | 11 marzo 2005  | 12 aprile 2006  |
| 2  | Space            |                 | 18 marzo 2005  | 19 aprile 2006  |
| 3  | Ocean            |                 | 25 marzo 2005  | 26 aprile 2006  |
| 4  | Diversity        |                 | 1º aprile 2005 | 3 maggio 2006   |
| 5  | Nature           |                 | 8 aprile 2005  | 10 maggio 2006  |
| 6  | History          |                 | 15 aprile 2005 | 17 maggio 2006  |
| 7  | Health           |                 | 22 aprile 2005 | 24 maggio 2006  |
| 8  | Patience         |                 | 29 aprile 2005 | 31 maggio 2006  |

## Birth
- Titolo originale: Birth
- Diretto da: Vernon Chatman e John Lee
- Scritto da: John Lee e Vernon Chatman

### Trama
La banda cerca di aiutare una depressa Lettera N.
- Guest star: Jon Glaser (Mr. Story), Flavor Flav (se stesso).

## Space
- Titolo originale: Space
- Diretto da: John Lee e Vernon Chatman
- Scritto da: Vernon Chatman e John Lee

### Trama
Chauncey e la sua amica Kaitlin vogliono andare nello spazio e decidono di costruire un razzo. Durante il loro viaggio, la Terra viene distrutta e quando incontrano Dio, si confrontano cimentantosi in una battaglia.

## Ocean
- Titolo originale: Ocean
- Diretto da: Vernon Chatman e John Lee
- Scritto da: John Lee e Vernon Chatman

### Trama
La banda trova una mappa del tesoro che conduce ad un calice contenente "pura liquida immaginazione":
- Guest star: Dick Gregory (Mr. Sun).

## Diversity
- Titolo originale: Diversity
- Diretto da: John Lee e Vernon Chatman
- Scritto da: Vernon Chatman e John Lee

### Trama
Le lettere e i numeri hanno una guerra su chi è il migliore. Nel frattempo, Lettera J e Numero 8 si innamorano.
- Guest star: Chris Anderson (Koby Teeth).

## Nature
- Titolo originale: Nature
- Diretto da: Vernon Chatman e John Lee
- Scritto da: John Lee e Vernon Chatman

### Trama
Madre Natura ha un'operazione per il cambio del sesso.

## History
- Titolo originale: History
- Diretto da: John Lee e Vernon Chatman
- Scritto da: Vernon Chatman e John Lee

### Trama
Durante la sua ricerca per essere Numero 1, Numero 2 inizia ad essere odiata da tutti e diventa suicida.
- Guest star: Amy Sedaris (Miss Amy), Madison Rose (se stessa).

## Health
- Titolo originale: Health
- Diretto da: Vernon Chatman e John Lee
- Scritto da: John Lee e Vernon Chatman

### Trama
Quando Wordsworth scopre di avere i pidocchi, Him lo usa a suo vantaggio e decide di vendere le incrostazioni di Wordsworth come snack.
- Guest star: Christopher Meloni (portavoce dei Chewties).

## Patience
- Titolo originale: Patience
- Diretto da: Vernon Chatman e John Lee
- Scritto da: John Lee e Vernon Chatman

### Trama
Un episodio che mette alla prova la pazienza dello spettatore. Dopo il primo atto, realizzando quanto poco senso avesse, si passa al secondo atto che è una riproduzione del primo al contrario per "annullare qualsiasi danno che questo episodio possa aver causato". Infine si verifica rapidamente un terzo atto.
- Guest star: Madison Rose (se stessa).